# Církevní oblast Ligurie
Církevní oblast Ligurie (ital. Regione ecclesiastica Liguria) je jedna z 16 církevních oblastí, do nichž je rozdělena římskokatolická církev v Itálii. Její diecéze se většinou nacházejí v italském regionu Ligurie. 

## Rozdělení

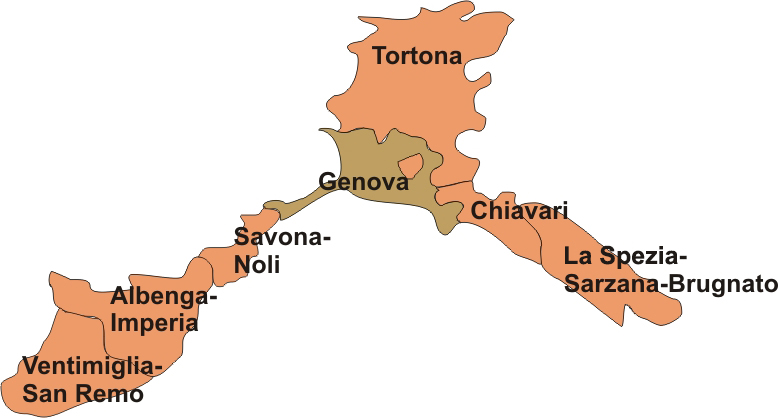
Mapa diecézí Ligurie

Církevní oblast Ligurie je tvořena jedinou metropolí a šesti sufragánními diecézemi:
- Arcidiecéze janovská
  - Diecéze Albenga-Imperia
  - Diecéze Chiavari
  - Diecéze Spezia-Sarzana-Brugnato
  - Diecéze Savona-Noli
  - Diecéze Tortona
  - Diecéze Ventimiglia-San Remo

## Statistiky
- plocha: 6 745 km²
- počet obyvatel: 1 893 530
- počet farností: 1 249

## Biskupská konference oblasti Ligurie
- Předseda: kardinál Angelo Bagnasco, arcibiskup janovský
- Místopředseda: Luigi Ernesto Palletti, biskup v diecézi Spezia-Sarzana-Brugnato
- Sekretář: Alberto Tanasini, biskup v Chiavari